# Gobernaciones de Siria
Siria es un estado unitario, pero para propósitos administrativos,  está dividido a catorce gobernaciones (árabe: محافظات, muḥāfaẓāt, singular muḥāfaẓah), también llamadas en algunas ocasiones provincias. Las gobernaciones están divididas en sesenta distritos (manāṭiq , singular minṭaqah), los cuales son divididos en subdistritos (nawāḥī, singulares nāḥiyah). El nawāḥī contiene pueblos, los cuales son las unidades administrativas más pequeñas.
Cada gobernación está al mando de un gobernador, nombrado por el presidente, sujeto a aprobación del gabinete. El gobernador es responsable de la administración, salud, servicios sociales, educación, turismo, obras públicas, transporte, comercio doméstico, agricultura, industria, defensa civil, y mantenimiento de orden público en el gobernación. El ministro de trabajo de la administración local trabaja estrechamente con cada gobernador para coordinar y supervisar proyectos de desarrollo local. El gobernador está asistido por un consejo provincial, todos los miembros son designados por elección popular para plazos de cuatro años. Además, cada consejo elige de entre sus miembros suna agencia ejecutiva qué administra los asuntos diarios entre sesiones del consejo provincial. Cada agente ejecutivo está a cargo de funciones concretas.
Distritos y subdistritos están administrados por los oficiales nombrados por el gobernador. El trabajo de los oficiales se realiza con los consejeros distritales electosy sirven de intermediarios entre el gobierno central y dirigentes locales tradicionales, como jefes de pueblo, dirigentes de clan, y consejos de ancianos.

## Lista
| Damasco Campiña de Damasco Quneitra Dar'a Sueida Homs Tartus Latakia Hama Idlib Alepo Ar-Raqqa Deir ez-Zor Hasaka |

| Nombre de la Gobernación | Área (km²) | Población (2018) | Densidad de población (km²) | Distritos | Foto | Ubicación |
| ------------------------ | ---------- | ---------------- | --------------------------- | --------- | ---- | --------- |
| Alepo                    | 18,500     | 4,600,166        | 248.65                      | 8         |      |           |
| Raqa                     | 19,616     | 919,000          | 46.84                       | 3         |      |           |
| As-Suwayda               | 5,550      | 364,000          | 65.58                       | 3         |      |           |
| Damasco                  | 1,599      | 2,211,042        | 18,273.07                   | 1         |      |           |
| Daraa                    | 3,730      | 998,000          | 267.65                      | 3         |      |           |
| Deir ez-Zor              | 33,060     | 1,200,500        | 36.31                       | 3         |      |           |
| Hama                     | 8,883      | 1,593,000        | 179.33                      | 5         |      |           |
| Hasaka                   | 23,334     | 1,272,702        | 55.54                       | 4         |      |           |
| Homs                     | 42,223     | 1,762,500        | 41.74                       | 6         |      |           |
| Idlib                    | 6,097      | 1,464,000        | 240.11                      | 5         |      |           |
| Latakia                  | 2,297      | 1,278,486        | 556.58                      | 4         |      |           |
| Quneitra                 | 1,861      | 87,000           | 46.74                       | 2         |      |           |
| Rif Dimashq              | 18,032     | 2,831,738        | 157.03                      | 9         |      |           |
| Tartus                   | 1,892      | 785,000          | 414.90                      | 5         |      |           |

## Total
| País  | Capital | Espacio (km²) | Población (2010) | Densidad de población (km/de habitantes²) | Divisiones                     | Bandera | Ubicación | Divisiones administrativas |
| ----- | ------- | ------------- | ---------------- | ----------------------------------------- | ------------------------------ | ------- | --------- | -------------------------- |
| Siria | Damasco | 185.180       | 22,515,750       | 118,91                                    | 14 Gobernaciones, 60 Distritos |         |           |                            |